# Attila Timár-Geng
Attila Timár-Geng (Seghedino, 25 maggio 1924 – Budapest, 15 gennaio 2004) è stato un cestista ungherese.
Era il fratello di István Timár-Geng.

## Carriera
Con l'Ungheria ha disputato i Giochi olimpici di Londra 1948.